# Walter Laqueur
Walter (Zeev) Laqueur (* 26. Mai 1921 in Breslau; † 30. September 2018 in Washington, D.C.) war ein amerikanischer Historiker und Publizist deutsch-jüdischer Herkunft.

## Leben

### Weimarer Republik und NS-Diktatur
Laqueur wurde 1921 im schlesischen Breslau als Sohn des jüdischen Kaufmanns Fritz Laqueur und dessen Frau Else Berliner geboren und wuchs in einer säkularen, assimilierten Familie auf. Seine Eltern und die meisten seiner Verwandten wurden in den Konzentrationslagern der Nationalsozialisten ermordet. Laqueur besuchte in Breslau eine Grundschule, in der er mit Schülern aus reichen aristokratischen Familien und aus der jüdischen oberen Mittelschicht zusammen war. In dieser eher elitären Umgebung fühlte er sich schnell fehl am Platz. Die Schulleitung gab ihm daher die Gelegenheit, vier Grundschuljahre in nur drei Jahren abzuschließen, was ihm vermutlich in der Zeit des Nationalsozialismus das Leben rettete, da er so sein Abitur noch vor der Pogromnacht 1938 erwerben konnte. Später besuchte er das Johannesgymnasium Breslau, wo ihn u. a. Willy Cohn unterrichtete. Die ersten größeren Ereignisse, an die sich Laqueur erinnerte, waren der Anblick des Luftschiffs Graf Zeppelin, das über seiner Heimatstadt schwebte, und die Reichstagswahl 1930, aus der die Nationalsozialisten als zweitstärkste Partei hervorgingen.
Schon in jungen Jahren war Laqueur, so schrieb er in seiner Autobiografie, ein passionierter Zeitungsleser. Da er es sich nicht leisten konnte, täglich viele Zeitungen zu kaufen, ging er in die Redaktionsgebäude und bat dort jeweils um Probeexemplare. Es gab die Literatur, Konzerte, Museen und das Kino in seiner Jugend. Um sich abzulenken, betrieb Laqueur Sport, z. B. Leichtathletik, Fußball, Handball und Boxen. Laqueur sympathisierte mit der KPO im Untergrund und las marxistische Literatur, etwa Karl Korsch oder Fritz Sternberg. Im Jahre 1935 oder 1936, angespornt durch seine Eltern, erkannte er die Notwendigkeit, das Land zu verlassen. Zu jener Zeit war schon die Hälfte seiner jüdischen Freunde ausgewandert. Laqueur versuchte, Verwandte im Ausland zu finden, jedoch ohne Erfolg. Er lehnte ein Angebot ab, ein Ingenieurstudium in der Tschechoslowakei zu beginnen. Anders als seine Eltern konnte Laqueur mit 17 Jahren im November 1938 kurz vor der Pogromnacht auf legalem Wege ausreisen. Via Triest erreichte er noch im November Jerusalem in Palästina.
Die Erinnerungen an seine Jugend in Deutschland seien für seine Arbeit als Historiker und sein Denken als politischer Kommentator von größter Bedeutung gewesen. Rückblickend stellte er sich die Fragen: Wieso scheiterte die Weimarer Republik? Wie schafften Hitler und die NSDAP ihren rasanten Aufstieg? Hätte die NSDAP auch ohne Hitler Erfolg gehabt? Und wieso erkannten die Deutschen und andere europäische Länder nicht die Gefahren, die von Hitler ausgingen?

### Im Kibbuz
In Palästina angekommen, konnte sich Laqueur dank eines Zufalls und der Großzügigkeit eines Onkels an der Hebräischen Universität in Jerusalem einschreiben. Zu seinem Glück habe die Verwaltung übersehen, dass er noch minderjährig war und daher nicht hätte immatrikuliert werden dürfen. An dieser Universität blieb er jedoch nicht lange, da ihm das Studium der Medizin dort nicht möglich war und ihm das ersatzweise gewählte Studienfach Geschichte keine Perspektiven versprach.
Laqueur trat eine Rundreise durch vorwiegend im Jordantal und in der Jesreelebene gelegene Kibbuzim an und entschied sich Anfang 1939 für eine Mitarbeit in dem von Werkleuten gegründeten Kibbuz Hasorea. Als jüngster dort fühlte er sich jedoch als Außenseiter und schloss sich deshalb bereits im März 1939 einer Gruppe im Kibbuz Sha'ar HaGolan im Jordantal an.
Laqueur wurde an seiner neuen Wirkungsstätte nicht nur mit den kulturellen Unterschieden zwischen den verschiedenen jüdischen Einwanderergruppen konfrontiert und der häufigen Ablehnung der Juden aus Deutschland, sondern hatte auch Gelegenheit, sich arabische Sprachkenntnisse anzueignen. Doch seine Wanderung durch die Kibbuzim ging weiter. Im Herbst 1939, kurz nach dem Ausbruch des Zweiten Weltkriegs übersiedelte er mit seiner Gruppe in den näher zu Haifa gelegenen Kibbuz Ein Shemer, wo er etwa ein Jahr lang blieb. Hier lernte er auch seine spätere Frau kennen, die aus Frankfurt am Main stammende Barbara Koch (1920–1995), die sich später Naomi nannte. Die Tochter des Mediziners Richard Koch war im November 1936 über Haifa in das Kinder- und Jugenddorf Ben Shemen gekommen und schloss sich dann ebenfalls der Kibbuz-Bewegung an.
Im Spätsommer 1940 wurden er und Naomi dann Mitglieder im Kibbuz Shamir, der sich jedoch bald darauf spaltete. Die beiden gingen nun Anfang 1942 wieder nach Hasorea. „Dort hatte mein Kibbuz-Leben begonnen und sollte 1944 an gleicher Stelle enden.“
Laqueur arbeitete in Hasorea unter anderem als Wächter, was ihm in einsamen Nächten viel Zeit zum Nachdenken bescherte, „und es war während jener langen Stunden in einer mir liebgewordenen Landschaft, daß ich zu dem Schluß kam, das Kibbuzleben sei doch nicht für mich geschaffen. […] Ich sehnte mich nach der Zeit zum Lernen.“ Zugleich aber forderte auch der Zweite Weltkrieg seinen Tribut. Laqueur wurde Mitglied der Hagana und wollte sich Anfang 1943 der britischen Armee anschließen. Bereits im Rekrutierungsort angekommen, musste er dort noch eine Nacht vor der Einschreibung verbringen.

„Das gab mir Gelegenheit, meine Entscheidung noch einmal zu überdenken. Einerseits war da die moralische Pflicht, mehr für die Kriegsführung zu tun; andererseits aber fast die Gewißheit, daß in Palästina rekrutierte ‚Kolonialeinheiten‘ wohl bestenfalls als Pioniere in Ägypten oder vielleicht in Persien eingesetzt werden würden – was den kategorischen Imperativ weniger zwingend erscheinen ließ. So verließ ich also am nächsten Morgen Sarafend und kehrte zum Kibbuz zurück, ohne mich eingeschrieben und des Königs Shilling akzeptiert zu haben.“

Im Sommer 1944 verließ Laqueur dann endgültig Hasorea und zog nach Jerusalem. Als er Mitte der 1950er Jahre zum ersten Mal ein Visum für die USA beantragte, wurde ihm dies zunächst verweigert, mit der Begründung, er sei Mitglied einer kommunistischen Siedlung gewesen und habe sich vom Kibbuz nie öffentlich losgesagt. Erst eine positive Rezension von Walter Lippmann zu Laqueurs erstem in englischer Sprache erschienenen Buch brachte dann die Wende. Das Kibbuzleben aber blieb ihm in bester Erinnerung.

„Von allen alternativen Modellen modernen Lebens war der Kibbuz das erfolgreichste und langdauerndste, und es war – zumindest für mich – ein Privileg, fast zu Beginn dabeigewesen zu sein. […] Selbst in Israel hat sich der generelle Trend von den Idealen des Kibbuz wegbewegt – allerdings nicht zum Besseren. Vielleicht wird das Experiment Kibbuz in die Annalen der Menschheit als lediglich utopisches Zwischenspiel mit lokaler Bedeutung eingehen. Doch was wäre die Geschichte wohl ohne das gelegentliche Auftauchen einer Gruppe wie der alten Argonauten, die es wagten, in unbekannte Gewässer aufzubrechen?“

In Jerusalem erlebte Laqueur das Ende des Zweiten Weltkriegs und den Israelischen Unabhängigkeitskrieg (1948). Die Lebensumstände und Notwendigkeit, den Lebensunterhalt zu sichern, erlaubten ihm keine akademische Ausbildung. Er verdiente sich seinen Lebensunterhalt zunächst in Ulrich Salingrés Antiquariat und Buchhandlung Heatid (Die Zukunft), danach dann vom Frühjahr 1946 bis 1953 als Journalist, ehe der Autodidakt sich durch seine Veröffentlichungen einen Ruf als Historiker verschaffte. Der Start seiner journalistischen Laufbahn erfolgte als Jerusalem-Korrespondent der 1943 von der Bewegung Hashomer Hatzair gegründeten Zeitung Hamishmar.
Laqueurs Eltern, die bereits über fünfzig waren und sich keinen Neuanfang zutrauten, sowie zahlreiche andere Verwandte wurden im Holocaust ermordet.

### Faszination Russland
Schon in jungen Jahren war Laqueur von Russland fasziniert. Die sowjetische Politik und die Geschichte der KPdSU waren ihm bereits vertraut, aber die Geschichte Russlands im 19. und im frühen 20. Jahrhundert interessierten ihn mehr als die Gegenwart. Nach einem Beinbruch im Waschraum von Hasorea hatte er 1942 bei einer ehemaligen Lehrerin in bis zu acht Stunden täglich die russische Sprache gelernt. Neben ihr waren seine Arbeitskollegen weitere Quellen der Inspiration und Information, mehrheitlich Juden aus Russland, die ihm Lieder beibrachten – und Flüche. In seinen Dreißigern besuchte Laqueur zum ersten Mal die Sowjetunion und reiste seitdem fast jedes Jahr in das Land, sei es aus privaten Gründen, um z. B. die Familie seiner verstorbenen Frau Naomi im Kaukasus zu besuchen, oder aus beruflichen Gründen, als er im Auftrag der Neuen Zürcher Zeitung ausgedehnte Reisen durch die Sowjetunion unternahm. Seine Landeskenntnis ließ ihn in Distanz zu revisionistischen Interpretationen des Kalten Krieges und zur Stalin-Deutung von Isaac Deutscher treten. So stimmte er mit John Lewis Gaddis überein. Jedoch erlosch sein Interesse für die Sowjetunion, als unter Parteichef Breschnew eine Phase der Stagnation eintrat, obwohl die Sowjetunion weiterhin ein wichtiger Akteur der Weltpolitik blieb. Erst als Gorbatschow Chef der KPdSU wurde, erwachte sein Interesse aufs Neue.
Im Buch Putinismus: Wohin treibt Russland? (2015) nennt er Russland eine „Diktatur mit großer Unterstützung der Bevölkerung“. Nachdem er schon in den 1990er-Jahren über den russischen Patriotismus geschrieben hatte, fand er die Annahme naheliegend, dass es in Richtung der autoritären Rechten gehen würde, konnte aber nicht voraussehen, dass diese Entwicklung – in seinen eigenen Worten – „so weit gehen und so schnell verlaufen würde“. Dass die Linke im Ausland dies nicht wahrnehmen wolle, bezeichnete er als „aberwitzig“.

### Grand Tour
Anfang der 1950er Jahre begann er seine Grand Tour durch Europa mit den Stationen Paris, Berlin und London. Als Laqueur nach dem Zweiten Weltkrieg Europa bereiste, studierte er nicht nur europäische Geschichte, sondern er verfolgte regelmäßig auch die britische, französische und deutsche Presse; er war daher über die aktuelle internationale Politik gut informiert. Einige Jahre lang hatte er bereits Kommentare zur europäischen Politik geschrieben, doch war er stets auf das Wissen und auf Informationen aus zweiter Hand angewiesen, weil er keine eigenen einschlägigen Erfahrungen gemacht hatte. In Paris besuchte er im Mai 1953 das Büro des Kongresses für kulturelle Freiheit. Für den Kongress, der, weil er von der CIA finanziell unterstützt wurde, in den 1960er Jahren in Ungnade fiel, verfasste Laqueur ein monatliches Rundschreiben mit einer Auflage von mehreren hundert Exemplaren. Anfangs wurde es vom Kongress nicht als fester Bestandteil des Programms akzeptiert, dennoch wuchs nach einiger Zeit der Umfang des Rundschreibens. Allmählich entwickelte es sich zu einem Vierteljahresheft – der Name wurde von Soviet Culture zu Soviet Survey geändert und hieß schließlich nur noch Survey. Der Survey war eine Zeitschrift für Geschichte, Politik und Soziologie sowie für kulturelle Trends und erschien danach regelmäßig noch fast ein Vierteljahrhundert lang. Ungefähr zehn Jahre dauerte Laqueurs Mitarbeit im Kongress, jedoch war er nie fest angestellt. Danach gründete Laqueur 1966 zusammen mit George Mosse das Journal of Contemporary History, wofür er führende Historiker als Autoren für wichtige Beiträge gewann, wie z. B. Klaus Epstein, Wolfgang J. Mommsen, Eugen Weber und andere. Bis heute erscheint das Journal of Contemporary History vierteljährlich.
Laqueurs zweite Station war das zerstörte Berlin, wo zwar die Trümmer weggeräumt, jedoch viele Viertel nicht saniert worden waren. Hinzu kam noch die Teilung der Stadt. Seine dritte Station war London. Was ursprünglich nur als längerer Besuch gedacht war, entwickelte sich zu einem Aufenthalt von fünfzehn Jahren.
Seit den 1950er Jahren lebte Walter Laqueur vor allem in Washington, D.C. und London. Er bekleidete Professuren an der Brandeis und der Georgetown University und hatte zahlreiche Gastprofessuren an renommierten Universitäten in den Vereinigten Staaten und Israel inne. Von 1965 bis 1994 war er Direktor des Institute of Contemporary History in London.

## Interessen und Arbeiten
In seinen Arbeiten beschäftigte sich Walter Laqueur insbesondere mit der Geschichte Europas – u. a. mit dem „Euro-Optimismus“, den er als übertrieben empfand – oder mit dem Sonderweg Finnlands, mit der Geschichte Russlands im 20. Jahrhundert – hierbei v. a. mit Stalin, mit Struktur und Existenzperspektiven der Sowjetunion sowie mit Prognosen für das heutige Russland – und neuerdings mit der politischen Situation im Nahen Osten. Darüber hinaus gilt Laqueur als wichtiger Begründer der wissenschaftlichen Beschäftigung mit politischer Gewalt und Terrorismus.
Laqueur veröffentlichte 2006 mit „Die letzten Tage von Europa – Ein Kontinent verändert sein Gesicht“ einen kontrovers diskutierten Essay, in dem er das Absinken des europäischen Kontinents in die politische Bedeutungslosigkeit prophezeit. Zugleich verändere die verstärkte Zuwanderung, zumal aus dem islamischen Raum, das Gesicht des Kontinents.

### Terrorismus und Guerillakriege
Seine erste persönliche Erfahrung mit dem Terrorismus machte Laqueur nach dem Zweiten Weltkrieg in Jerusalem, als er unfreiwilliger Zeuge eines Bankraubs wurde. Das Ereignis selbst beeindruckte ihn wenig, aber es bereitete ihn auf die Konfrontation mit Terrorakten vor, die damals in der ganzen Region verübt wurden. Er hatte schon in den 1970er Jahren erkannt, dass eine Definition des Terrorismus unmöglich sei, weil sich dessen Wesen ständig verändere und er stets zugleich von seinem politischen und kulturellen Umfeld geprägt werde. Wie er selbst 30 Jahre später bemerkte, kann man noch immer keine klare Definition des Terrorismus aussprechen. Neben dem Terrorismus interessierte Laqueur sich auch für Guerillakriege, so etwa die von Mao in China oder von Castro auf Kuba geführten Kriege. Hierzu veröffentlichte er seine Studien History of Terrorism und Guerilla – sie standen jahrelang auf dem zweiten Platz der  am häufigsten zitierten Bücher.

### Naher und Mittlerer Osten
Anfang der 1950er Jahre wollte Laqueur eine Zeit lang Experte für den Nahen und Mittleren Osten werden. Er empfand es aber als deprimierend, keine Lösungen für die unzähligen Konflikte zu sehen, die diese Region beherrschten, die nach dem Zweiten Weltkrieg nun aus unabhängigen Ländern bestand. Stattdessen beschäftigte er sich mit den neuen Tendenzen, die sich hier allmählich abzeichneten: das Anwachsen des arabischen Nationalismus, das Auftauchen des radikalen Islam als politischer Faktor und vereinzelt sogar des Staatssozialismus. Ebenso befasste er sich mit dem Staat Israel und dessen wirtschaftlicher Abhängigkeit vom Ausland nach der Staatsgründung, jedoch auch mit den späteren Konflikten und Kriegen mit seinen Nachbarländern.
Laqueur schrieb 2008 anlässlich des 60. Jahrestags der Gründung des Staates Israel einen Essay: „Disraelia. A Counterfactual History 1848–2008“ über eine fiktive Geschichte Israels: Wie sähe die Lage heute im Nahen Osten aus, wenn im 19. Jahrhundert ein charismatischer Führer aufgetreten wäre und seinen Glaubensbrüdern erklärt hätte, dass es für die Juden in Europa keine Zukunft gebe, sich jedoch im Nahen Osten eine verlockende Chance für sie anbiete? Was, wenn dieses Projekt von mehreren europäischen Königshäusern, Staaten und der Kirche unterstützt worden wäre und man dafür finanzielle Unterstützung erhalten hätte? Wäre es dann überhaupt zum Holocaust gekommen und würde Israel womöglich heute in Frieden mit seinen Nachbarländern leben? Welchen Rang hätte dieses Land heute in der Welt?
In einem Zeitungsbeitrag über Eurabia charakterisierte Laqueur 2010 islamischen Radikalismus weniger als religiösen Fundamentalismus denn als Frustration über gescheiterte Integration.

## Das 19. Jahrhundert
Wenn Laqueur noch einmal hätte neu anfangen können, hätte er, nach eigenem Bekunden, sich wahrscheinlich nicht mit Geschichte und Politik befasst. Wenn er die Wahl gehabt hätte, dann hätte er sich eher für das 19. Jahrhundert entschieden als für das vergangene Jahrhundert. Das 20. Jahrhundert hatte nach seinem Geschmack „zu viel Politik“, zu viele Ereignisse von historischer Bedeutung und dafür zu wenig Kultur, Unterhaltung, joie de vivre. Gewiss war das 19. Jahrhundert nicht das ruhmreichste der Menschheitsgeschichte, obwohl die New York Times in einer 15-teiligen Serie das 19. Jahrhundert als die Blüte aller Jahrhunderte bezeichnete. Kriege, Zensur, Depressionen, wirtschaftliches Auf und Nieder überschatteten die Zeitläufte, zugleich aber herrschte ein dynamischer Optimismus hinsichtlich der Zukunft – ein Optimismus, den Laqueur, trotz aller modernen technologischen Errungenschaften, für das 21. Jahrhundert nicht teilen kann. In den letzten Zeilen seiner Biografie Mein 20. Jahrhundert. Stationen eines politischen Lebens kommt der Autor auf den vorsichtigen Rat zurück, den er seinen Nachfahren geben möchte: Sie sollten sich keine allzu großen Hoffnungen für die absehbare Zukunft machen. Freilich, so schließt er, dürften sie wohl auch ohne seinen Rat längst zu diesem Schluss angelangt sein.

## Werke (Auswahl)
als Autor
- Communism and Nationalism in the Middle East. 1956.
- The Middle East in Transition. 1958.
- Die deutsche Jugendbewegung. Eine historische Studie. (Young Germany). Wissenschaft & Politik, Köln 1962.
- Anti-Komintern, in: Survey – A Journal of Soviet and East European Studies, Nr. 48, Juli 1963, S. 145–162
- Heimkehr. Reisen in die Vergangenheit. Propyläen, Berlin 1964.
- Neue Welle in der Sowjetunion. Beharrung und Fortschritt in Literatur und Kunst. Europa, Wien 1964. (Bearbeitet nach: derselbe In: Survey. London, H. 46, 1963)
- The State of Soviet Studies. MIT Press, 1965.
- Deutschland und Russland. (Russia and Germany). Übersetzung Karl Heinz Abshagen. Propyläen, Berlin 1965.
- Mythos der Revolution. Deutungen und Fehldeutungen der Sowjetgeschichte. Eine Studie. (The fate of the revolution - interpretation of Soviet history.). Fischer, Frankfurt 1967.
- Nahost vor dem Sturm. (The road to war). Fischer, Frankfurt 1968.
- Linksintellektuelle zwischen den beiden Weltkriegen (Leftwing intellectuals between the wars). Nymphenburger, München 1969.
- Der Weg zum Staat Israel. Geschichte des Zionismus. (A history of zionism). Europa, Wien 1975, ISBN 3-203-50560-6.
- Weimar. Die Kultur der Republik. Ullstein, Frankfurt am Main 1977, ISBN 3-548-03383-0.
- Guerrilla warfare. A historical and critical study. 5. Auflage. New Brunswick, NJ 2006, ISBN 0-7658-0406-9.
- Terrorism. London 1977. (Dt. Übersetzung: Terrorismus. Athenäum, Kronberg/Ts 1977, ISBN 3-7610-8500-1)
- Karl Heinzen - Großvater der Terroristen, in: Der Monat, Heft 2, Dezember 1978, Nr. 272, S. 119–123
- Europa vor der Entscheidung. (A continent of stray). Kindler, München 1978, ISBN 3-463-00736-3.
- Was niemand wissen wollte. Die Unterdrückung der Nachrichten über Hitlers Endlösung. Ullstein, Berlin 1984, ISBN 3-548-33027-4. (über das Riegner-Telegramm)
- Looking Forward, Looking Back. A Decade of World Politics. Washington Papers, Greenwood 1983.
- Jahre auf Abruf. Roman vom Überleben eines jüdischen Arztes im Berlin des Dritten Reiches. (The missing years). Lübbe, Bergisch Gladbach 1984, ISBN 3-404-10383-1.
- Europa aus der Asche. Geschichte seit 1945. (Europe since Hitler). Juncker, München 1985, ISBN 3-7796-8004-1.
- Terrorismus. Die globale Herausforderung. (The age of terrorism). Ullstein, Berlin 1987, ISBN 3-550-07985-0.
- Was ist los mit den Deutschen? (Germany today). Ullstein, Berlin 1988, ISBN 3-548-34439-9.
- mit Richard Breitman: Der Mann, der das Schweigen brach. Wie die Welt vom Holocaust erfuhr. (Breaking the silence). Ullstein, Berlin 1988, ISBN 3-548-33092-4. (Über Eduard Schulte)
- Der lange Weg zur Freiheit. Rußland unter Gorbatschow. (The long way to freedom). Ullstein, Frankfurt 1989, ISBN 3-550-07650-9.
- Stalin. Abrechnung im Zeichen von Glasnost. (Stalin: The Glasnost Revelations). Kindler, München 1990, ISBN 3-463-40136-3.
- Europa auf dem Weg zur Weltmacht 1945–1992. (Europe in our time). Kindler, München 1992, ISBN 3-463-40202-5.
- Der Schoß ist fruchtbar noch. Der militante Nationalismus der russischen Rechten. (Black Hundred). Droemer Knaur, München 1995, ISBN 3-426-80055-1.
- Wanderer wider Willen. Erinnerungen 1921–1951. (Thursday’s Child Has Far to Go. A Memoir of the Journeying Years). Quintessenz, Berlin 1995, ISBN 3-86124-270-2.
- The Dream That Failed: Reflections on the Soviet Union. Oxford UP, 1996.
- Fascism: Past, Present, Future. Oxford UP, 1997.
  - deutsch: Faschismus: Gestern, Heute, Morgen. Ullstein, Frankfurt 2000, ISBN 3-548-26570-7.
- Der Arendt-Kult. Hannah Arendt als politische Kommentatorin. In: Europäische Rundschau. Vierteljahreszeitschrift für Politik, Wirtschaft und Zeitgeschehen. H. 4, 1998 (Herbst), Wien ISSN 0304-2782 S. 111–125.
- mit Walter Reich: Origins of Terrorism: Psychologies, Ideologies, Theologies, States of Mind. Johns Hopkins UP, Baltimore 1998.
- The New Terrorism. Fanaticism and the Arms of Mass Destruction. Oxford UP, 1999.
- Geboren in Deutschland. Der Exodus der jüdischen Jugend nach 1933. (Generation exodus. The fate of young Jewish refugees from Nazi Germany). Propyläen, Berlin 2000, ISBN 3-549-07122-1.
- Voices of terror. Manifestos, writings, and manuals of Al-Qaeda, Hamas and other terrorists from around the world and throughout the ages, New York, NY (Reed Press) 2004. ISBN 978-1-59429-035-0
- Die globale Bedrohung. Neue Gefahren des Terrorismus. (Dawn of Armageddon). Econ, München 2001, ISBN 3-548-70089-6.
- Krieg dem Westen. Terrorismus im 21. Jahrhundert. Ullstein, Berlin 2004, ISBN 3-548-36678-3.
- Gesichter des Antisemitismus. Von den Anfängen bis heute. (The changing face of anti-semitism). Propyläen, Berlin 2008, ISBN 978-3-549-07336-0.
- Jerusalem. Jüdischer Traum und israelische Wirklichkeit. (Jerusalem beyond zionism). Ullstein, Berlin 2006, ISBN 3-548-36807-7.
- Die letzten Tage von Europa. Ein Kontinent verändert sein Gesicht. (The last days of Europe). Übers. Henning Thies. Propyläen, Berlin 2006, ISBN 3-549-07300-3 (erweiterte Neuauflage 2016).
- Mein 20. Jahrhundert. Stationen eines politischen Lebens. Propyläen, Berlin 2009.
- After the Fall: The End of the European Dream and the Decline of a Continent. Macmillan, 2012.
- Europa nach dem Fall. Aus dem Englischen von Klaus Pemsel. Herbig, München 2012, ISBN 978-3-7766-2699-5.
- Putinismus. Wohin treibt Russland? Propyläen, 1250142511 2015, ISBN 978-3-549-07461-9.
- Die letzten Tage von Europa. LIT, Berlin 2018, ISBN 978-3-643-13351-9.
- The Future of Terrorism: ISIS, Al-Qaeda and the ALT-Right, with Christopher Wall. Thomas Dunne Books, St. Martin’s Press, NY, 2018, ISBN 978-1-250-14251-1.

als Herausgeber
- Kriegsausbruch 1914. (Sammlung Dialog 44). Nymphenburger, München 1970.
- Zeugnisse politischer Gewalt. Dokumente zur Geschichte des Terrorismus. (Terrorism Reader). Athenaeum, Kronberg 1978, ISBN 3-7610-8501-X.
- mit Judith Tydor Baumel: The Holocaust encyclopedia. Yale UP, New Haven 2001, ISBN 0-300-08432-3.
- Arthur Koestler: Scum of the Earth. Reprint. Eland Press, 2006, ISBN 0-907871-49-6.

## Film
- In dem Film Wir sind Juden aus Breslau (2016) von Karin Kaper und Dirk Szuszies kommt Walter Laqueur ausführlich als Zeitzeuge zu Wort.